# Hugo Moser
Hugo Hiram Moser (Buenos Aires, 14 de abril de 1926 – Buenos Aires, 16 de dezembro de 2003) foi um cineasta, produtor e roteirista argentino. Entre outros programas, produziu Matrimonios y algo más, El precio del poder e La familia Falcón.
Morreu em 16 de dezembro de 2003, aos 77 anos, após uma longa doença.

## Filmografia

### Como diretor
- Encuentros muy cercanos con señoras de cualquier tipo (1978)
- Mi mujer no es mi señora (1978)
- Fotógrafo de señoras (1978)
- El gordo catástrofe (1977)
- Basta de mujeres (1977)
- La flor de la mafia (1974)
- ¡Quiero besarlo señor! (1973)
- Estoy hecho un demonio (1972)

### Como roteirista
- Los hijos de López (1980)
- Encuentros muy cercanos con señoras de cualquier tipo (1978)
- Mi mujer no es mi señora (1978)
- Fotógrafo de señoras (1978) (também conhecido como Catrasca, repórter gráfico)
- El Gordo catástrofe (1977)
- La flor de la mafia (1974)
- ¡Quiero besarlo señor! (1973)
- Estoy hecho un demonio (1972)
- Convención de vagabundos (1965)
- La familia Falcón (1963)
- Libertad bajo palabra (1961)
- Rebelde con causa (1961)
- Vacaciones en la Argentina (1960)
- Chafalonías (1960) (adaptação e roteiro)
- Salitre (1959)
- Los dioses ajenos (1958)
- Un centavo de mujer (1958)
- Fantoche (1957)
- Novia para dos (1956)
- El hombre virgen (1956)

### Como produtor
- El novicio rebelde (1968) (produtor associado)

### Como ator
- Vacaciones en la Argentina

## Televisão
- El precio del poder (1992-1993 e 2002) Série
- Trucholandia (1996) Série
- Por siempre mujercitas (1995) Série  (episódios 1-27)
- Flavia, corazón de tiza
- Detective de señoras (1991) Série
- Historia de un trepador (1984) Série
- Mancinelli y familia (1980) Série
- (Los hermanos Torterolo) (1980) Série
- Somos nosotros (1979) Série
- Los hijos de López (1979) Série
- Matrimonios y algo más (1968-1972, 1981-1996 e 2001) Série
- J.C. Buenos Aires-Roma-Paris (1964) Série
- Mis hijos y yo (1964) Série
- Ellos dos y alguien más (1962)
- La familia Falcón (1962) Série
- Los trabajos de Marrone (1960) Série
- Amor en si bemol (1959) Série

### Comodiretor de televisão
- El precio del poder (1992-1994 e 2002) Série
- J.C. Buenos Aires-Roma-París (1964) Série

### Como produtor
- Historia de un trepador (1984) Série